# Ophryacus
Ophryacus es un género de serpientes venenosas que pertenecen a la subfamilia de víboras de foseta. El nombre científico se deriva de las palabras griegas ophrys y el sufijo -acutus, que significan "frente" y "perteneciente a"; una alusión a la forma característica de las escamas cornudas sobre los ojos. El género está conformado de dos especies reconocidas, ambos endémica de México.

## Descripción
La mayor de las dos especies, O. undulatus, alcanza un tamaño de entre 55 y 70 cm. Se caracterizan por la presencia de una única escama encima de los ojos que tiene la forma de un cuerno aplanado. A menudo las demás escamas supraoculares también se proyectan ligeramente.

## Distribución geográfica
Se halla únicamente en las montañas del centro y sur de México.

## Especies
| Especies      | Autor taxón    | Nombres comunes | Distribución geográfica |
| ------------- | -------------- | --- | --- |
| O. melanurus  | (Müller, 1924) | Cornuzuela, necascuatl, torito, víbora de cachitos, Black-tailed horned pitviper.                                           | Las montañas del sur de México (sur de Puebla y Oaxaca a una altitud de 1600-2400 m s. n. m.                                                   |
| O. undulatusT | (Jan, 1859)    | Cuernillos, mazacoatl, nauyaca, torito, víbora cornuda, víbora de cachitos, víbora de cuernecitos, Mexican horned pitviper. | Las montañas del centro y sur de México (Hidalgo, Veracruz, Oaxaca y Guerrero) y el Istmo de Tehuantepec a una altitud de 1800-2800 m s. n. m. |

T) Especie tipo.